# Typhlodromips pederosus
Typhlodromips pederosus är en spindeldjursart som först beskrevs av E.M. El-Banhawy 1978.  Typhlodromips pederosus ingår i släktet Typhlodromips och familjen Phytoseiidae. Inga underarter finns listade i Catalogue of Life.